# Jayson Sherlock
Jayson Sherlock est un musicien de metal extrême chrétien né en 1970.
Il est l'unique musicien de Horde, un groupe de unblack metal. Il est notamment connu pour avoir été le Batteur du groupe de death Mortification, du groupe de thrash metal Deliverance. Il a aussi joue pour le groupe de doom Paramaecium.

## Discographie

### Horde
- Hellig Usvart (1994)
- Alive in Oslo album and DVD (2007)

### Mortification
- Break the Curse (1990)
- Mortification (album) (1991)
- Scrolls of the Megilloth (1992)
- Post Momentary Affliction (1993)
- Live Planetarium (1993)
- The Best of Five Years (1995)
- Grind Planets DVD (2005)
- Live Planetarium album and DVD (2006)

### Paramaecium
- Exhumed of the Earth (1993)
- Within the Ancient Forest (1996)
- Repentance (EP) (1996)

### Deliverance
- Hear What I Say (2012)

### Autre
Soundscape
- Soundscape (2007)

inExordium
- inExordium (2008)

Fearscape
- Nightmare Hymn (2009)

Altera Enigma
- Second release (?)

Ursula
- Awakening (2012)

Revulsed
- Debut (2013)